# Tisagenlecleucel
Tisagenlecleucel, comercializada como Kymriah, es una terapia de células CAR-T  para la leucemia linfoblástica aguda de célula B. En agosto de 2017, se convirtió en la primera terapia génica aprobada por la FDA en los Estados Unidos. Muchas leucemias son causadas por el crecimiento incontrolado de células B.  Las células B tienen una proteína en su superficie llamada CD19.  Las células T se toman del paciente y se tratan para hacerlas atacar a las células B.  El tratamiento mata las células B cancerosas, pero también mata las células B normales, que son parte de las defensas inmunitarias del cuerpo. Esto fue desarrollado en la Universidad de Pensilvania y está comercializado por Novartis. Se administra en un solo tratamiento, el cual tiene un costo aproximado de $475,000. Novartis afirmó que es más barato que algunos trasplantes de médula ósea. Novartis dice que no cobrará a los pacientes que no responden.

## Historia
El tratamiento fue desarrollado por un grupo liderado por Carl H. June en la Universidad de Pensilvania y tiene licencia para Novartis.
En abril de 2017, CTL019 la designación de terapia innovadora por la FDA de los EE. UU. para el tratamiento del linfoma refractario difuso de células B grandes recidivado o refractario.
En julio de 2017, fue aprobado por un comité de la FDA para el tratamiento de la Leucemia linfoide aguda en pacientes que son refractarios o han recaído después de haber sido tratados con otras quimioterapias.
Tisagenlecleucel fue aprobado en agosto de 2017 por la FDA para el tratamiento de la leucemia linfoblástica aguda.

## Fabricación
En un proceso de 22 días, el «fármaco» se personaliza para cada persona.  Las células T purificadas de la persona son modificadas por un virus que inserta genes que codifican un receptor de antígeno (CAR) a su ADN, uno que reconoce células de leucemia.
Utiliza el dominio coestimulador 4-1BB en su CAR para mejorar la respuesta.

## Uso médico
Tisagenlecleucel está indicado en el tratamiento de menores de 25 años con leucemia linfoblástica aguda (ALL) precursora de células B que es refractaria o en una segunda o posterior recaída; o adultos con linfoma de células B grandes en recaída o refractario (r/r) después de dos o más líneas de terapia sistémica, incluido el linfoma difuso de células B grandes (DLBCL) no especificado de otra manera, linfoma de células B de alto grado y DLBCL que surgen de linfoma folicular.

## Efectos adversos
Entre los efectos adversos se encuentra el síndrome de liberación de citoquinas y el síndrome de toxicidad neurológica asociado a la terapia con células inmunoefectoras.

## Lectura más lejana
- BLA 125646 Tisagenlecleucel - Novartis documento de Sesión informativa a FDA ODAC

- Datos: Q30314624